# Velomuseum Freiburg
Das Velomuseum Freiburg (bis 2015: Musée du Vélo-Club Fribourg) ist ein Fahrradmuseum in Freiburg im Schweizer Kanton Freiburg.
Das Velomuseum Freiburg wurde 2012 von Auguste Girard, einem ehemaligen Schweizer Radrennfahrer, sowie von Jean-Pierre Biolley gegründet. Es befindet sich im Dachstock der Militärkaserne Poya in Freiburg und zeigt über 50 Fahrräder, unter anderem ein Veloziped aus dem Jahre 1861 vom Typ Draisine, Hochräder und Rennräder, sowie die Geschichte des Radsports.
Bis 2015 war es das Museum des Vélo-Clubs Fribourg. Mittels Fotos und Presseartikeln wird die Geschichte des 1905 gegründeten Clubs vermittelt. Die bekanntesten Fahrer der Vereinsgeschichte werden gewürdigt. So Aloys Grandjean, der Anfang der Fünfzigerjahre mit einem Einrad den Sustenpass überquerte, oder Michel Kuhn, der 1974 in Montreal bei der Amateur-WM Bronze gewann. Auch Magali Pache, die im Jahr 2000, kurz nach ihrem Sieg der Schweizer Bahnmeisterschaft angefahren und tödlich verletzt wurde.
Zudem befindet sich im Museum ein vom ehemaligen Schweizer Radrennfahrer Beat Breu selbst hergestelltes Geländemodell seines legendären Etappensieges auf der Alpe d'Huez bei der Tour de France 1982.